# MDR-CD900ST

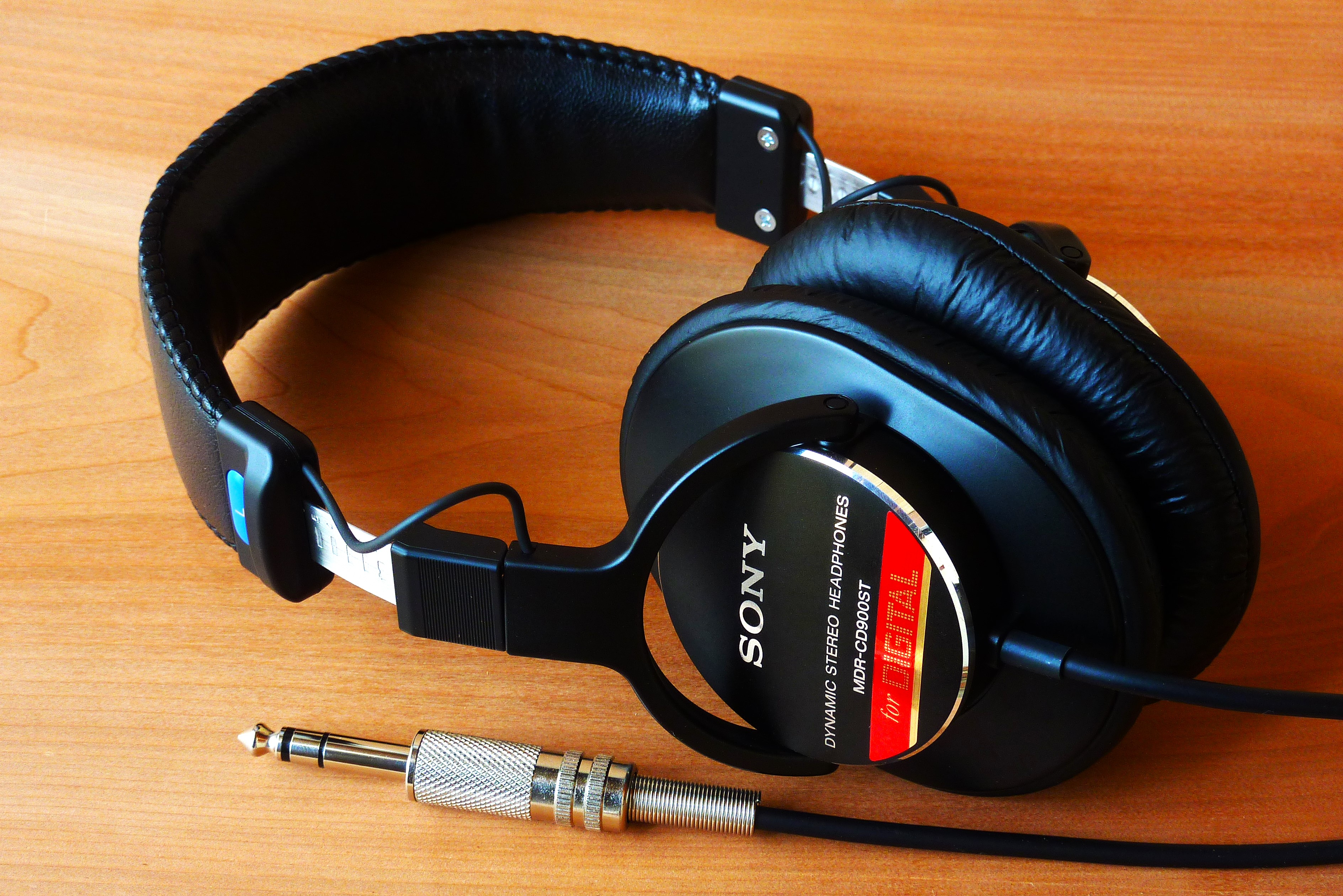
MDR-CD900ST

MDR-CD900STは、ソニー・ミュージックソリューションズが販売しているヘッドフォン。日本ではモニター・ヘッドフォンのデファクトスタンダードとして知られている。1989年に法人に限定して販売が開始され、1995年からは家庭用にも販売されている。希望小売価格は税込で19,800円である。
本機はソニーが1985年に発売したヘッドフォン MDR-CD900 を元に、ソニーとソニー・ミュージックスタジオの共同開発によって誕生した。CBS・ソニーのスタジオで使用するために開発されたモデルであり、当初は非売品で MDR-CD900CBS というモデル名であったが、1989年に国内のスタジオ向に発売された際、MDR-CD900ST にモデル名が変更された。
MDR-CD900 と MDR-CD900ST の外見上の主な相違点は、MDR-CD900 はハウジングが光沢仕上げ、折り畳み機構を備え、カールコード、プラグが3.5mmミニプラグと標準プラグを切り替えられる2ウェイ仕様のフォーンプラグである一方、 MDR-CD900ST はハウジングがつや消し仕上げ、折り畳み機構がなく、ストレートコード、標準フォーンプラグとなっている。MDR-CD900 はアモルファス・ダイヤモンド振動板を採用しているが、MDR-CD900ST は振動板素材に関する記載が特にない。音作りは藤木電器より監修を受けている。
海外では同系統の機種である MDR-V6（1985年発売）と MDR-7506（1991年発売）がモニターヘッドフォンとして有名である。どちらも折り畳み可能で、カールコード、2ウェイ仕様のプラグである。MDR-7506 はソニーから業務用ルートで国内でも販売されている。
2019年8月23日にはMDR-CD900STからの一部設計の継承を行ったハイレゾモニターヘッドフォンであるMDR-M1STが発売された。性能の向上に伴い、希望小売価格は税込で34,650円に設定されており、MDR-CD900STと比較して倍近く高価になっている。

## 仕様
いずれもメーカー公称の値。
| 型番           | MDR-CD900ST                      |
| 方式           | ダイナミック型                   |
| ドライバー口径 | 40 mm                            |
| 最大入力       | 1000 mW                          |
| インピーダンス | 63 Ω                             |
| 音圧感度       | 106 dB/mW                        |
| 再生周波数帯域 | 5 - 30000 Hz                     |
| 質量           | 約200 g （コードの重さは含まず） |

## 歴史
- 1989年 - 業務用モニターヘッドフォンとして発売。
- 1995年 - 消費者からの希望を受け、消費者向けにも販売を開始。
- 2010年10月18日 - MDR-CD900STのノウハウを生かしたインナーイヤーモニター『MDR-EX800ST』を発売[9]。
- 2014年10月1日 - 2014年度グッドデザイン・ロングライフデザイン賞を受賞[10]。
- 2019年8月23日 - MDR-CD900STからの一部設計の継承を行ったハイレゾモニターヘッドフォン『MDR-M1ST』を発売[8]。